# Биг Бер Лејк (Калифорнија)
Биг Бер Лејк (енгл. Big Bear Lake) град је у америчкој савезној држави Калифорнија. По попису становништва из 2010. у њему је живело 5.019 становника.

## Демографија
Према попису становништва из 2010. у граду је живело 5.019 становника, што је 419 (7,7%) становника мање него 2000. године.
| Група             | 2000.         | 2010.         |
| Белци             | 4.433 (81,5%) | 3.677 (73,3%) |
| Афроамериканци    | 37 (0,7%)     | 22 (0,4%)     |
| Азијати           | 41 (0,8%)     | 78 (1,6%)     |
| Хиспаноамериканци | 745 (13,7%)   | 1.076 (21,4%) |
| Укупно            | 5.438         | 5.019         |